# 聂拉木厚棱芹
聂拉木厚棱芹（学名：Pachypleurum nyalamense）为伞形科厚棱芹属的植物，为中国的特有植物。分布于中国大陆的西藏等地，生长于海拔3,500米至3,600米的地区，多生长于山坡及路边，目前尚未由人工引种栽培。